# Znicz olimpijski (film)
Znicz olimpijski – polski film wojenny z 1969 roku na podstawie opowiadania Cezarego Chlebowskiego Nocne szlaki.
Premiera odbyła się w podwójnym pokazie z Kilińszczakami Jerzego Ziarnika z 1969 roku

## Fabuła
Opowieść o narciarzach-łącznikach będących kurierami na trasie Zakopane-Budapeszt.

## Obsada aktorska
- Wanda Neumann − Hanka
- Jadwiga Andrzejewska − matka Hanki
- Tadeusz Kalinowski − kapitan „Szarotka”
- Edmund Fetting − szef Gestapo w Zakopanem
- Jerzy Jogałła − Władek
- Józef Morgała − Maciek
- Zygmunt Maciejewski − trener Schmidt
- Stanisław Niwiński − Bolek
- Jerzy Janeczek − Wojtek
- Jacek Domański − Franek
- Tomasz Zaliwski − Wacek
- Olgierd Łukaszewicz − polski narciarz
- Edward Dobrzański